# Lisa Wagner

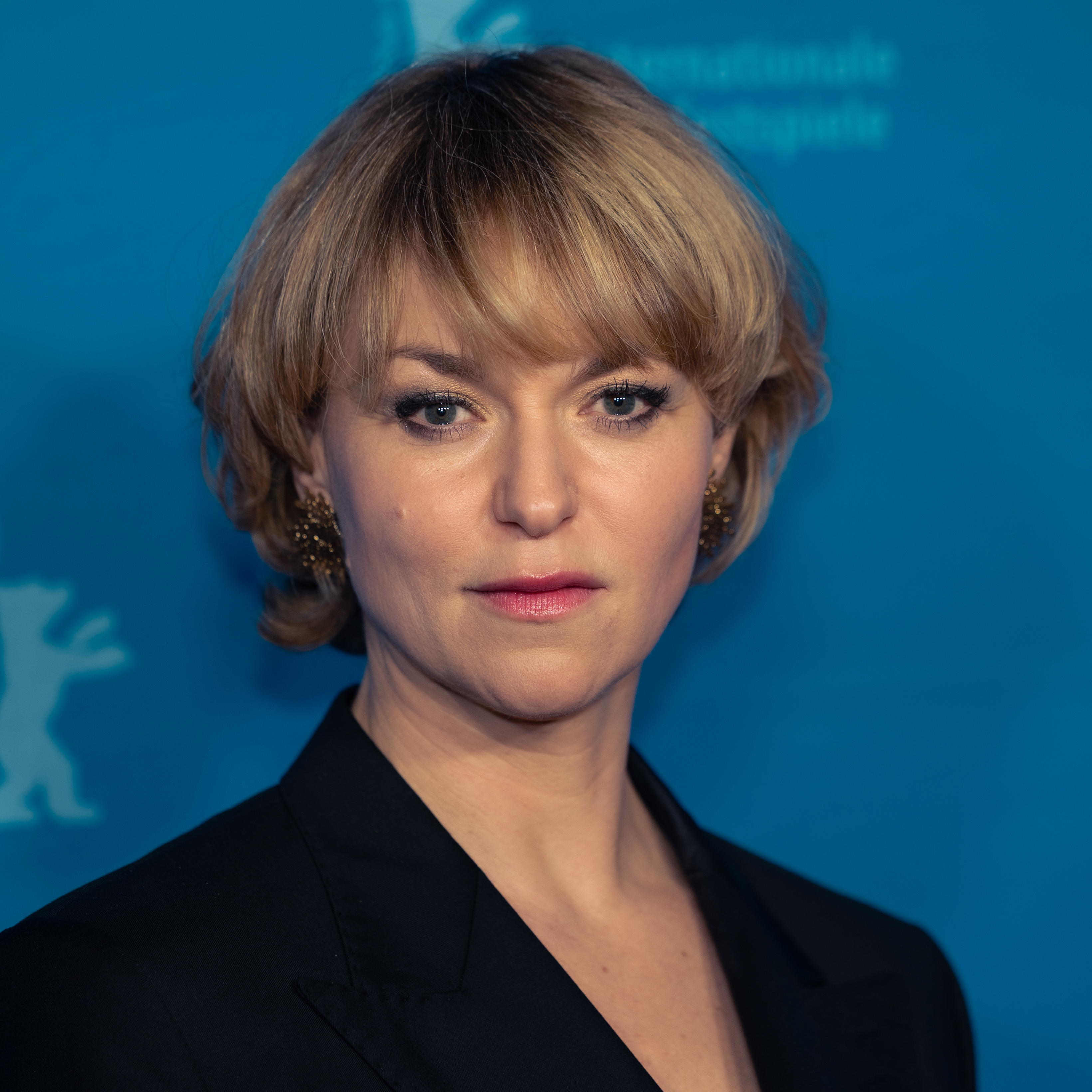
Lisa Wagner auf der Berlinale 2025

Lisa Wagner (* 22. April 1979 in Kaiserslautern) ist eine deutsche Schauspielerin und Hörbuch- sowie Hörspielsprecherin, deren Karriere 2001 am Bayerischen Staatsschauspiel begann. Seit 2006 steht sie für Film und Fernsehen vor der Kamera. Einem breiten Publikum wurde sie in der Rolle der ehrgeizigen Pflichtverteidigerin Regina Zimmer in der mehrfach preisgekrönten Tatort-Folge Nie wieder frei sein und als eigensinnige Kommissarin Winnie Heller in der ZDF-Krimireihe Kommissarin Heller bekannt.

## Privatleben
Lisa Wagner wurde im April 1979 als Tochter eines Akademiker-Ehepaars in Kaiserslautern geboren und wuchs in einem pfälzischen Dorf auf. Sie hat einen älteren und einen jüngeren Bruder. Bereits im Alter von vier Jahren stand sie bei einem Sommerfest ihres Vaters auf der Bühne. In ihrer Kindheit und Jugend war sie Balletttänzerin. Ab ihrem 14. Lebensjahr bis zum Abschluss des Abiturs sammelte sie als Statistin am Pfalztheater in Kaiserslautern erste schauspielerische Erfahrungen. Sie lebt gegenwärtig in München.

## Karriere

### Ausbildung und Theater
Wagner studierte von 1999 bis 2003 an der Bayerischen Theaterakademie August Everding. In dieser Zeit spielte sie bei den Münchner Kammerspielen. Ab der Spielzeit 2001/2002 erhielt sie noch während ihrer Ausbildung unter Intendant Dieter Dorn ein festes Engagement am Bayerischen Staatsschauspiel, das im Jahr 2011 endete. Unter Dorns Regie war sie u. a. als Antoinette Plucheux in Floh im Ohr nach dem Lustspiel von Georges Feydeau, in der Rolle der Kunigunde von Thurneck in Heinrich von Kleists Das Käthchen von Heilbronn und als Lavinia in Androklus und der Löwe nach der Vorlage von George Bernard Shaw zu sehen. Hierneben spielte sie in Jens-Daniel Herzogs Bühneninszenierung Turandot nach der Nachdichtung von Friedrich Schiller in der Titelrolle und war unter Thomas Langhoff die stumme Tochter Kattrin in Bertolt Brechts Mutter Courage und ihre Kinder.
2002 wurde sie als Mitglied des „Chors der kriegsgefangenen Frauen von Troja“ in der Tragödie Hekabe des Euripides’ mit dem Kurt-Meisel-Preis ausgezeichnet. 2003 erhielt sie den Förderpreis des Vereins der Freunde des Bayerischen Staatsschauspiels und den Bayerischen Kunstförderpreis.
Wagner ist seit 2017 Mitglied der Bayerischen Akademie der Schönen Künste.

### Film und Fernsehen
Ihr Filmdebüt gab Wagner 2006 als Mitglied des Hauptensembles in Ralf Westhoffs Kino-Episodenfilm Shoppen, wo sie die Rolle der Irina, eine junge Frau, die in München an einem Speed-Dating teilnimmt, bei dem neun Frauen und neun Männer aufeinander treffen, verkörperte. Diesem Film schlossen sich verschiedene kleinere Rollen in Fernsehfilmen an, unter anderem neben Wotan Wilke Möhring und Tim Bergmann in dem Fernsehdrama Ein riskantes Spiel und 2010 in Michael Gutmanns Beziehungsdrama Die letzten 30 Jahre. In der Münchner Tatort-Folge Nie wieder frei sein war sie im Dezember 2010 in der Episodenhauptrolle der ehrgeizigen Pflichtverteidigerin Regina Zimmer zu sehen. Für ihre dortige schauspielerische Leistung wurde sie mit dem Grimme-Preis, dem Bayerischen Fernsehpreis und einem Sonderpreis beim Deutschen Fernsehkrimifestival 2011 ausgezeichnet. 2012 spielte sie in der Polizeiruf 110-Folge Die Gurkenkönigin eine der beiden Töchter der von Susanne Lothar verkörperten Gurkenfabrikantin Luise König. In Matthias Tiefenbachers Gestern waren wir Fremde war sie im selben Jahr als zielstrebige, junge Bauingenieurin Sophie Ferber, deren Leben durch ein dunkles Familiengeheimnis eine dramatische Wendung nimmt, in der Hauptrolle zu sehen.
2013 bekam Wagner mit der ZDF-Krimireihe Kommissarin Heller eine eigene Fernsehserie; in ihr verkörperte sie die Titelfigur der eigensinnigen Kommissarin Winnie Heller. Für die Pilotfolge Tod am Weiher erhielt sie den Hessischen Fernsehpreis als „Beste Schauspielerin“. Am 7. Dezember 2020 wurde bekannt, dass die Krimireihe nach der zehnten Episode Panik, die am 16. Januar 2021 ausgestrahlt wurde, endet. Die Beendigung war der Wunsch der Hauptdarstellerin. Von Mai 2014 bis Oktober 2016 gehörte sie als Christine Lerch, Leiterin der Operativen Fallanalyse, zum Team des Münchner Tatorts.
Unter der Regie von Christine Hartmann übernahm sie 2014 in dem Fernsehfilm Elly Beinhorn – Alleinflug die Rolle der deutschen Fliegerin Marga von Etzdorf. In Friedemann Fromms Fernsehdrama Momentversagen war sie im selben Jahr als schwangere Ehefrau des von Felix Klare dargestellten untreuen Staatsanwalts Manuel Bacher zu sehen. In der Filmkomödie Vorstadtrocker, dem Debütfilm von Martina Plura, übernahm sie 2015 an der Seite von Fabian Busch die Rolle der Familienmutter Alex. Von September 2015 bis Mai 2018 gehörte sie zum festen Schauspielerensemble der Fernsehserie Weissensee. Sie war ab Folge 13 in der Rolle der Journalistin Katja Wiese zu sehen. 2016 spielte sie in dem Dokudrama Letzte Ausfahrt Gera – Acht Stunden mit Beate Zschäpe die Rechtsextremistin Beate Zschäpe und in dem ebenfalls dokumentarischen Film Erich Kästner – Das andere Ich die Lebensgefährtin Erich Kästners Luiselotte Enderle. In Wolfgang Murnbergers österreichisch-deutscher Tragikomödie Nichts zu verlieren übernahm sie die Rolle der Trauerbegleiterin Irma Anders. Eine weitere Zusammenarbeit zwischen Wagner und Murnberger erfolgte 2020 mit der Filmkomödie Schönes Schlamassel, in der sie mit Verena Altenberger als deren beste Freundin Laura Lorenz vor der Kamera stand. In dem am Ende des Zweiten Weltkrieges spielenden Filmdrama Das Glaszimmer war sie ebenfalls 2020 in der Rolle der Mutter des Protagonisten Felix zu sehen.
Von 2021 bis 2023 war Wagner in der Fernsehserie Die Wespe an der Seite von Florian Lukas als dessen untreue Ehefrau Manu Frotzke zu sehen. Ihre dortige schauspielerische Leistung brachte ihr den Deutschen Schauspielpreis 2022 in der Kategorie „Schauspieler in einer komödiantischen Rolle“ ein. Doris Dörrie besetzte sie 2022 neben Andrea Sawatzki und Nilam Farooq in ihrer Kinokomödie Freibad als resolute Freibadmeisterin Rocky, die in Bayern das einzige Frauenfreibad Deutschlands leitet. In Andreas Dresens vielfach preisgekrönter Filmbiografie In Liebe, Eure Hilde, die im Oktober 2024 uraufgeführt wurde, übernahm sie an der Seite von Liv Lisa Fries die Rolle der Gefängniswärterin Anneliese Kühn. In der achtteiligen deutsch-dänischen Dramaserie Die Affäre Cum-Ex, die im Februar 2025 ihre Premiere bei den Internationalen Filmfestspielen Berlin hatte, verkörperte Wagner die Rolle der Staatsanwältin Lena Birkwald.

## Filmografie

### Kurzfilme
- 2006: Li
- 2010: Nebeneinander
- 2015: A Photo of Us
- 2017: Krampus

### Kinofilme
- 2006: Shoppen
- 2013: Spieltrieb
- 2014: Beste Chance
- 2015: Vorstadtrocker
- 2016: Erich Kästner – Das andere Ich
- 2020: Das Glaszimmer
- 2022: Freibad
- 2024: In Liebe, Eure Hilde

### Fernsehen

#### Fernsehfilme
- 2008: Ein riskantes Spiel
- 2010: Die letzten 30 Jahre
- 2011: Tödlicher Rausch
- 2012: Ein Drilling kommt selten allein
- 2012: Gestern waren wir Fremde
- 2013: Einfach die Wahrheit
- 2014: Elly Beinhorn – Alleinflug
- 2014: Momentversagen
- 2016: Letzte Ausfahrt Gera – Acht Stunden mit Beate Zschäpe
- 2016: Mutter reicht’s jetzt
- 2018: Nichts zu verlieren
- 2018: Unser Kind
- 2019: Kühn hat zu tun
- 2020: Schönes Schlamassel

#### Fernsehserien und -reihen
- 2007: Die sieben Todsünden (Dokumentation, Folge: Hochmut)
- 2009: Die Rosenheim-Cops (Folge 8x26: Der fast perfekte Mord)
- 2010: Tatort: Nie wieder frei sein (Fernsehreihe)
- 2012: Tatort: Es ist böse
- 2010–2016: Tatort → siehe Batic und Leitmayr
  - 2014: Am Ende des Flurs
  - 2014: Das verkaufte Lächeln
  - 2015: Die letzte Wiesn
  - 2015: Einmal wirklich sterben
  - 2016: Die Wahrheit
- 2012: Polizeiruf 110: Die Gurkenkönigin (Fernsehreihe)
- 2012: SOKO 5113/SOKO München (Folge 37x02: Abgehauen)
- 2012: Mord mit Aussicht (Folge 2x06: Saftladen)
- 2013: München 7 (Folge 4x02: Einfach anders)
- 2013: Polizeiruf 110: Kinderparadies
- 2014: SOKO Leipzig (Folge 14x13: Lucy)
- 2014: Donna Leon – Reiches Erbe (Fernsehreihe)
- 2014: Der Tatortreiniger (Folge 3x04: Ja, ich will)
- 2014–2021: Kommissarin Heller (Fernsehreihe) → siehe Episodenliste
- 2015–2018: Weissensee (12 Folgen)
- 2021–2023: Die Wespe (18 Folgen)
- 2023: Neue Geschichten vom Pumuckl (Folge 1x05: Eder ist an allem Schuld)
- 2024: Zielfahnder – Polarjagd (Fernsehreihe)
- 2025: Die Affäre Cum-Ex (5 Folgen)

## Theater (Auswahl)

### Residenztheater München
- 2016: Die schmutzigen Hände (als Jessica). Von Jean-Paul Sartre. Inszenierung: Martin Kušej[26][27][28][29][30][31]
- 2023: James Brown trug Lockenwickler (als Die Psychiaterin). Von Yasmina Reza. Inszenierung: Philipp Stölzl[32]
- 2024: Die Ärztin (als Ruth Wolff). Von Robert Icke, sehr frei nach Professor Bernhardi von Arthur Schnitzler. Inszenierung: Miloš Lolić[33][34][35][36][37]

## Sprechrollen (Hörspiel/Hörbuch)
- 2007: Die Entdeckung des Himmels (von Harry Mulisch), Der Hörverlag
- 2008: Caravan (von Marina Lewycka), Der Hörverlag
- 2011: Die Abschaffung der Arten (von Dietmar Dath), BR
- 2017: Nach Mitternacht (von Irmgard Keun), rbb
- 2022: Terrorvögel (von Monika Geier, Reihe Radio-Tatort), SWR2[38]

## Auszeichnungen
- 2002: Kurt-Meisel-Preis der Freunde des Residenztheaters e. V. als Darstellerin im Chor kriegsgefangener Troerinnen
- 2011: Grimme-Preis für Tatort: Nie wieder frei sein
- 2011: Deutscher Fernsehkrimipreis, Sonderpreis für die schauspielerische Leistung in Tatort: Nie wieder frei sein
- 2011: Bayerischer Fernsehpreis in der Kategorie Beste Darstellerin Serien und Reihen für Tatort: Nie wieder frei sein
- 2011: Nominierung für den Deutschen Fernsehpreis in der Kategorie Beste Schauspielerin für Tatort: Nie wieder frei sein
- 2012: Nominierung für den Deutschen Schauspielerpreis in der Kategorie weibliche Nebenrolle für Tatort: Nie wieder frei sein
- 2013: Hessischer Fernsehpreis als Beste Schauspielerin für ihre Rolle in Kommissarin Heller: Tod am Weiher
- 2017: Goldene Kamera als Beste Schauspielerin für ihre Rolle in Letzte Ausfahrt Gera – Acht Stunden mit Beate Zschäpe
- 2022: Deutscher Schauspielpreis in der Kategorie Schauspieler in einer komödiantischen Rolle für Die Wespe